# اوزون‌تپه (سامسات)
اوزون‌تپه {{ترکی|Uzuntepe) (به ارمنی: Սելիկ) (به کردی: Selik) یک منطقهٔ مسکونی در ترکیه است که در سامسات واقع شده‌است.